# Вилхелм Кинцл
Вилхелм Кинцл (Вајценкирхен, 17. јануар 1857 — Беч, 3. октобар 1941) је био аустријски композитор.

## Одрастање и образовање
Кинцл је рођен у горњоаустријском граду Вајценкирхену. Његова породица се преселила у главни град Штајерске, Грац 1860. године, где је учио виолину код Игњаца Ула, клавир код Јохана Буве, а композицију од 1872. године код Шопеновог следбеника Луја Станислава Мортијеа де Фонтена. Од 1874. студирао је композицију код Вилхелма Мајера (познатог и као В. А. Реми), музичку естетику код Едуарда Ханслика и историју музике код Фридриха фон Хаузегера. Касније је послат на музички конзерваторијум на Универзитету у Прагу да студира код Јозефа Крејција, директора конзерваторијума. Након тога одлази на Лајпцишки конзерваторијум 1877. године, затим у Вајмар да студира код Листа, пре него што завршава докторске студије на Универзитету у Бечу.

## Каријера
Док је Кинцл био у Прагу, Крејци га је одвео на фестивал у Бајројту да чује прво извођење Вагнеровог циклуса прстена. То је оставило толико јак утисак на Кинцла да је са Хаузегером и Фридрихом Хофманом основао „Удружење Рихарда Вагнера у Грацу“ (сада „Аустријска компанија Рихарда Вагнера, канцеларија у Грацу“). Иако се касније посвађао са "Вагнеровцима", никада није изгубио љубав према Вагнеровој музици.
Године 1879. Кинцл је отишао на турнеју по Европи као пијаниста и диригент. Постао је директор Дојче опере у Амстердаму током 1883, али се убрзо вратио у Грац, где је 1886. преузео руководство Штајерским музичким савезом и конзерваторијумом. Управник Бернхард Полини га је ангажовао као Капеллмајстера у Хамбуршком градском позоришту за сезону 1890–91, али је отпуштен средином јануара 1891. због лоших критика које је добио. На овој позицији наследио га је Густав Малер. Кинцл је убрзо преузео позицију диригента у Минхену.
Године 1894. написао је своју трећу и најпознатију оперу Евангелиста, али није успео да достигне успеху Дон Кихота (1897). Само је Крављи плес (1911) достигао приближан ниво популарности, и то на кратко. Године 1917. Кинцл се преселио у Беч, где му је 1919. умрла прва жена, оперска певачица (сопран) Лили Хоке. Поново се оженио 1921. са Хени Бауер, водећим вокалом његове три најновије опере.
После Првог светског рата компоновао је мелодију песме Карла Ренера Немачка Аустријо, ти прелепа земљо, која је до 1929. постала незванична национална химна Прве аустријске републике. Свестан промена у динамици модерне музике, после 1926. престаје да пише велика дела, а 1936. због лошег здравља потпуно одустаје од компоновања. 
Киенцлова прва љубав била је опера, затим вокална музика и управо у ова два жанра се прославио. Неко време важио је, заједно са Хугом Волфом, за једног од најбољих композитора Лидера (уметничких песама) још од времена Шуберта. Његово дело Евангелиста је најпознатије по арији Блажени су они који трпе прогоне. То је народна опера која се пореди са Хампердинковим Ивица и Марица зато што садржи елементе веризма. После Хампердинка и Зигфрида Вагнера, композитора бајковитих опера, Кинцл је најзначајнији оперски композитор-романтичар у пост-Вагнеровом добу. 
Упркос чињеници да му је опера била на првом месту у животу, Кинцл никако није игнорисао инструменталну музику. Написао је три гудачка квартета и клавирски трио.

## Политичко гледиште и смрт
Од 1933. Кинцл је отворено подржавао Хитлеров режим у Немачкој. Он је хвалио Хитлера пре аустријског аншлуса 1938. године као „импозантног“ и „импресивног“ вођу који „има право да командује народима света“.
Кинцл је умро у Бечу и сахрањен је у почасном гробу на Средишњем бечком гробљу. Његова смрт током нацистичког периода објашњава зашто су га ахранили на почасном делу гробња. Међутим, после више од 70 година демократије у Аустрији, Кинцлова част и подршка Хитлеровој идеологији никада није била критички доведена у питање. Далеко од тога, Република Аустрија је 2007. године издала пригодну марку у част Кинцла поводом његовог 150. рођендана.